# Yordan Mitkov
Yordan Mitkov, född 3 april 1956 i Asenovgrad, är en bulgarisk före detta tyngdlyftare.
Mitkov blev olympisk guldmedaljör i 75-kilosklassen i tyngdlyftning vid sommarspelen 1976 i Montréal.